# Bongao
Bongao es un municipio y la cabecera de la provincia de Tawi-Tawi en Filipinas. Según el censo de 2000, tiene 58 174 habitantes.

## Barangayes
Bongao se divide administrativamente en 35 barangayes.
| - Ipil - Kamagong - Karungdong - Lakit Lakit - Lamion - Lapid Lapid - Lato Lato - Luuk Pandan - Luuk Tulay - Malassa - Mandulan - Masantong | - Montay Montay - Pababag - Pagasinan - Pahut - Pakias - Paniongan - Pasiagan - Población - Sanga-sanga - Silubog - Simandagit - Sumangat | - Tarawakan - Tongsinah - Tubig Basag - Ungus-ungus - Lagasan - Nalil - Pagatpat - Pag-asa - Tubig Tanah - Tubig-Boh - Tubig-Mampallam |